# Husumer SV
Der Husumer Sportverein seit 1875 e. V., vormals Husumer Sportvereinigung, ist ein Mehrsparten-Sportverein aus Husum. Er entstand aus der Verschmelzung des TSV Husum 1875 mit der LAV Husum und der o. g. Husumer SV am 1. Juli 2022 und ist nach eigener Darstellung der größte Sportverein in Nordfriesland. 2024 hat sich auch der Verein Husumer Kegler ihm angeschlossen.
Die Husumer Sportvereinigung war ein Fußball- und Tischtennisverein, entstanden 1994 durch die Fusion der Vereine Frisia Husum und Husumer Fußballverein von 1918. Die Ligamannschaft spielte von 2001 bis 2004 in der Oberliga Hamburg/Schleswig-Holstein. Ihre Heimspiele trägt die (jetzt: der) Husumer SV im Friesenstadion in Husum aus.

## Vorgängervereine (Fußball)

### Unitas und Allemannia 1900–1918
Das erste Mal wurde in Husum um 1900 organisiert Fußball gespielt, denn der Husumer Turnverein von 1878 hatte für eine kurze Zeit eine Fußballabteilung, die aber nie eine Führungsrolle einnehmen konnte. Der erste Fußballverein der Stadt Unitas wurde 1906 gegründet. Mitglieder waren vorwiegend junge Kaufleute und Bankbeamte, die aus Großstädten nach Husum kamen. Sie widersetzten sich den Husumer Professoren und Chefs, die das Fußballspielen verbieten wollten. Die ersten Spiele wurden auf der „Freiheit“ (heute östlicher Teil des Schlossgartens) ausgetragen. Diese wurde später auch erste Spielstätte Frisias. 1910 gründeten auch Handwerkslehrlinge und Arbeiter einen Fußballverein. Dieser trug den Namen Allemannia.
Beide Vereine konnten bis 1914 und dem Ausbruch des Ersten Weltkrieges einen Mitgliederaufschwung verzeichnen. Nun wurden fast alle Mitglieder der ersten Männermannschaft einberufen, sodass der Spielbetrieb von 16- und 17-Jährigen aufrechterhalten werden musste. Letztendlich mussten sich beide Vereine zusammentun und sich zudem noch Kräfte von der Marinestation holen. Trotz dieser Anstrengungen kam der Fußball in den letzten Kriegsjahren zum Erliegen.

„1.) In den Vorstand wurden gewählt folgende Herren per Akklamation: August Petersen (Vorsitzender), Emil Lorenzen, Johannes Hartmann, Johannes Hansen, Bernhard Kruse, Adolf Bothmann. Nachdem die Wahl beendet war, wurde zur Verlesung der Statuten, welche unser Herr Vorsitzender in sauberster Weise aufgestellt hatte, geschritten. Da kein Mitglied etwas dagegen zu sagen bzw. zu berichtigen hatte, wurden dieselben für richtig angenommen und einstimmig genehmigt.

2.) Um die Freiheit [Anm. der Redaktion: der damalige Sportplatz] hat unser Vorsitzender sich mit Herrn Lehrer Carstensen insofern verständigt, dass wir diese jeden anderen Sonntag behaupten können. Da nun der Fußballklub ‚Unitas‘ auf nicht richtiger Weise schon einen auswärtigen Klub zu einem Wettspiele hierher am Sonntag, d. 27. ds. Mts. verpflichtet hatte, wurde beschlossen, sich nicht in Streitigkeiten mit dem Klub einzulassen, sondern für den Sonntag ihnen den Platz noch zu überlassen.

3.) Um nun anderen Klubs in Kostümen usw. gleich zu kommen, wurde darüber Beschluss gefasst, auch für unsere ‚Allemannia‘ dasselbe anzuschaffen. Es wurde allgemein, nach Durchsicht des Musterbuches der Firma Steidel Berlin, ein Jersey in violett-gelber Farbe und lang gestreift zu einem Preis von 1,90 Mark vorgeschlagen. Dieser Vorschlag wurde angenommen und der Schriftwart damit beauftragt, obige Firma zu veranlassen, dass 11 Jerseys in kurzer Zeit dem Klub übersandt werden sollten. Von der Anschaffung eines Balles wurde Abstand genommen oder vielmehr auf die nächste Tagesordnung verschoben.

4.) Da Heide ‚Holstein‘ aufgefordert ist, mit uns einen Wettkampf auszufechten und bisher nicht geantwortet hat, wurde beschlossen, die Lundener 1. Fußballmannschaft am Sonntag, den3. ds. Mts. hierher zuverpflichten.

Husum, den 22. August 1911
Hartmann, 1. Schriftwart“

### Husum 18 1918–1994
| Saison                                          | SEK | Liga                | Platz | Tore   | Punkte |
| ----------------------------------------------- | --- | ------------------- | ----- | ------ | ------ |
| 1947/48                                         | 2   | Landesliga Nord     | 03    | 38:29  | 20:16  |
| 1948/49                                         | 2   | Landesliga          | 10    | 23:42  | 18:26  |
| 1949/50                                         | 2   | Landesliga          | 09    | 41:52  | 17:27  |
| 1950/51                                         | 2   | Landesliga          | 10    | 30:59  | 16:28  |
| 1951/52                                         | 3   | Bezirksklasse Nord  | 02    | 110:48 | 48:8   |
| 1952/53                                         | 3   | Bezirksklasse Nord  | 01    | 107:39 | 46:14  |
| 1953/54                                         | 3   | Bezirksklasse Nord  | 02    | 110:38 | 48:12  |
| 1954/55                                         | 3   | 2. Amateurliga Nord | 01    | 159:46 | 59:9   |
| 1955/56                                         | 3   | 2. Amateurliga Nord | 10    | 72:80  | 29:33  |
| 1956/57                                         | 3   | 2. Amateurliga Nord | 11    | 63:68  | 25:35  |
| 1957/58                                         | 3   | 2. Amateurliga Nord | 03    | 83:56  | 35:23  |
| 1958/59                                         | 3   | 2. Amateurliga Nord | 12    | 72:73  | 25:35  |
| 1959/60                                         | 3   | 2. Amateurliga Nord | 02    | 95:39  | 45:15  |
| 1960/61                                         | 3   | 2. Amateurliga Nord | 05    | 94:64  | 42:22  |
| 1961/62                                         | 3   | 2. Amateurliga Nord | 03    | 100:44 | 46:14  |
| 1962/63                                         | 3   | 2. Amateurliga Nord | 02    | 119:48 | 47:13  |
| 1963/64                                         | 4   | 2. Amateurliga Nord | 02    | 93:41  | 46:16  |
| 1964/65                                         | 4   | 2. Amateurliga Nord | 02    | 108:43 | 47:13  |
| 1965/66                                         | 3   | Amateurliga         | 16    | 48:89  | 15:45  |
| 1966/67                                         | 4   | 2. Amateurliga Nord | 08    | 48:63  | 28:32  |
| 1967/68                                         | 4   | 2. Amateurliga Nord | 05    | 60:47  | 35:25  |
| 1968/69                                         | 3   | Verbandsliga Nord   | 10    | 56:63  | 28:32  |
| 1969/70                                         | 3   | Verbandsliga Nord   | 15    | 33:58  | 21:39  |
| 1970/71                                         | 4   | Bezirksliga Nord    | 12    | 47:52  | 24:46  |
| 1971/72                                         | 4   | Bezirksliga Nord    | 01    | 95:32  | 54:6   |
| 1972/73                                         | 3   | Verbandsliga Nord   | 03    | 61:46  | 36:24  |
| 1973/74                                         | 3   | Verbandsliga Nord   | 09    | 44:57  | 30:30  |
| 1974/75                                         | 4   | Verbandsliga Nord   | 07    | 47:38  | 31:29  |
| 1975/76                                         | 4   | Verbandsliga Nord   | 02    | 44:34  | 39:21  |
| 1976/77                                         | 4   | Verbandsliga Nord   | 05    | 57:43  | 33:27  |
| 1977/78                                         | 4   | Verbandsliga Nord   | 02    | 62:33  | 42:18  |
| 1978/79                                         | 5   | Landesliga Nord     | 03    | 45:28  | 37:23  |
| 1979/80                                         | 5   | Landesliga Nord     | 06    | 42:32  | 31:29  |
| 1980/81                                         | 5   | Landesliga Nord     | 16    | 23:52  | 15:45  |
| 1981/82                                         | 6   | Bezirksliga Nord    | 13    | 41:65  | 21:39  |
| 1982/83                                         | 6   | Bezirksliga Nord    | 02    | 65:44  | 45:19  |
| 1983/84                                         | 6   | Bezirksliga Nord    | 10    | 43:48  | 27:33  |
| 1984/85                                         | 6   | Bezirksliga Nord    | 12    | 41:57  | 26:34  |
| 1985/86                                         | 6   | Bezirksliga Nord    | 09    | 48:62  | 27:33  |
| 1986/87                                         | 6   | Bezirksliga Nord    | 12    | 33:40  | 27:33  |
| 1987/88                                         | 6   | Bezirksliga Nord    | 08    | 51:52  | 31:29  |
| 1988/89                                         | 6   | Bezirksliga Nord    | 12    | 40:53  | 25:35  |
| 1989/90                                         | 7   | Bezirksklasse Nord  | 06    | 52:35  | 33:27  |
| 1990/91                                         | 7   | Bezirksklasse Nord  | 02    | 76:35  | 44:16  |
| 1991/92                                         | 7   | Bezirksliga Nord    | 03    | 57:37  | 39:21  |
| 1992/93                                         | 7   | Bezirksliga Nord    | 09    | 45:50  | 29:31  |
| GRÜN unterlegt: Aufstieg ROT unterlegt: Abstieg |     |                     |       |        |        |

Erst 1918 erwog Bernhard Petersen die Gründung eines neuen Fußballvereins. Er lud ehemalige Mitglieder der Husumer Fußballvereine „Unitas“ und „Allemannia“ zum 7. Dezember 1918 ein, um einen gemeinsamen Verein zu gründen. So entstand der Husumer Fußballverein von 1918 e. V. Der Initiator Bernhard Petersen wurde sogleich auch zum Vorsitzenden gewählt und blieb dies bis zum Jahre 1947, mit kurzer Unterbrechung im Jahr 1945. Während seiner Amtszeit wurde der Verein als „Husum 18“ über die Grenzen des Landes hinaus bekannt.
Den ersten Titel holte Husum 18 1930, als die 1. Mannschaft Nordkreismeister wurde und in die Bezirksliga (2. Liga) aufstieg, in der sie auch auf Frisia (siehe unten) traf. Aus späteren Jahren ist bekannt, dass der FV Husum 18, z. B. in der Saison 1937/38 der Bezirksklasse Schleswig-Holstein, am Ende mit 16:24 Punkten und 45:45 Toren, den 8. Tabellenplatz in der Staffel Nord belegte. Die zehn Staffel-Gegner dabei, waren: VfR Neumünster (1-3, 1-3), SC Comet Kiel (6-1, 0-2), Schleswig 06 (2-1, 0-2), Gut-Heil Neumünster (7-0, 0-1), LSV Schleswig (5-1, 2-3), SC Friedrichsort (1-0, 0-1), Flensburg 08 (3-2, 2-6), TSV Gaarden (2-5, 0-3), Borussia Kiel (3-0, 0-3) und B.V. 08 Rendsburg (9-3, 1-5). Während des letzten Kriegsjahres des Zweiten Weltkrieges konnte kein geregelter Spielbetrieb mehr gewährleistet werden. Die Saison wurde abgebrochen und es konnten nur noch einige, sogenannte „Gesellschaftsspiele“ durchgeführt werden.
Nach dem Krieg war es kein Problem den Spielbetrieb wieder aufzunehmen. Zunächst spielte der Verein 1945/46 um die Bezirksmeisterschaft im Bezirk Nord (damals höchste Spielklasse in der britischen Besatzungszone). Nach kurzer Zeit gelang sogar der Aufstieg in die Landesliga Schleswig-Holstein, der damals zweithöchsten Spielklasse in Deutschland – zuerst 1947/48 in die dreigeteilte Landesliga und dann 1948/49 in die einstaffelige Landesliga. Spielstätte war damals Tribünensportplatz am Marienhofweg. Auf diesem wurden hochkarätige Partien z. B. gegen den Eimsbütteler TV, Holstein Kiel, den Harburger TB 1865 und den Bonner SC ausgetragen. Die meisten dieser Mannschaften wurden mit Naturalien, wie z. B. einem Sack Kartoffeln oder einem Schinken bezahlt.
Besonders viele Zuschauer lockte 1948 das Spiel gegen den Südwest-Oberligavertreter TuS Neuendorf (Koblenz), denn dieser hatte mit dem späteren Nationaltorhüter Karl Adam sowie Rudi Gutendorf gleich zwei bekannte Spieler im Aufgebot. Das Spiel endete 7:2, wobei die Husumer Legende „Magge“ Sönnichsen die 1:0-Führung erzielte. Die Zuschauerzahl von 4000 wurde 1949 im Lokalderby gegen den Heider SV noch einmal übertroffen. 5000 Zuschauer, darunter 600 aus Heide, sahen das Spitzenspiel der Landesliga. Husum 18 verlor nicht nur das Spiel mit 0:1, sondern auch seinen Mittelläufer Günter Hentzschel, der sich in diesem Spiel verletzte und noch vom Krankenbett im Hockenbüller Krankenhaus von Vertretern von Victoria Hamburg in die Oberliga Nord gelockt wurde. Dieser wechselte später noch zum „großen Hamburger SV“.
1949/50 belegte der Verein unter Trainer Huber Platz zehn, dies blieb der größte Erfolg der Vereinsgeschichte. In der Saison 1950/51 errang Frisia nationale Bekanntheit, denn die Mannschaft legte eine negativ Serie von zwölf Niederlagen in Folge (gebrochen am 30. Januar 1951 durch ein 1:0 über Eutin 08) und verabschiedeten sich mit nur drei Siegen in Richtung Bezirksklasse.
Nach dem Abstieg aus der Landesliga wurde die Mannschaft stark verjüngt. Am 29. Juni 1952 holte die A-Jugend vor 30.000 Zuschauern im Kieler Holstein-Stadion durch ein 6:5 n. V. gegen den TSV Heiligenhafen die Schleswig-Holsteinische Landesmeisterschaft. Die hohe Zuschauer Zahl kam dadurch zustande, dass das Spiel als Vorspiel zum Amateur-Länderspiel zwischen Deutschland und der Schweiz fungierte. Die restlichen fünfziger Jahre waren davon geprägt den Lokalrivalen Frisia auf Abstand zu halten und sich m hochklassigen Amateurfußball Schleswig-Holsteins zu integrieren. Allerdings gelangen diese Vorhaben nur bedingt.
Die 1. Mannschaft belegte zwar Spitzenplätze in der Bezirksliga, verpasste aber ein ums andere Mal den Aufstieg in die 1. Amateurliga. Vor allem dem Sturm um Grabert (schoss 43 der 107 Saisontore) war die Teilnahme an der Aufstiegsrunde 1953, scheiterten aber an Union Neumünster. Nachdem der Lokalrivale Frisia 1959 in die Landesligaaufstieg war man nur noch die Nummer 2 in der Stadt. Zur Nummer 1 wurde man erst wieder 1965 unter Trainer Etteldorf mit einem 4:2-Sieg über Eutin 08 geschafft. Allerdings folgte nach nur zwei Jahren wieder der Abstieg. 1968 gehörte „18“ zu den Mitbegründern der neuen Landesliga Nord, die in den ersten Jahren Verbandsliga Nord hieß.
Erst in den siebziger Jahren schnupperte der Verein wieder Höhenluft. Nachdem man 1972 wieder in die Verbandsliga aufgestiegen war, holte man 1976 hinter Schleswig die Vizemeisterschaft. Aus dem Aufstieg wurde, genau wie nach dem zweiten Platz 1978, nichts. 1981 folgte dann der erneute Abstieg aus der Landesliga. Dabei blieb es bis zum Zusammenschluss mit Frisia Husum 1994.

### Frisia Husum 1925–1994
| Saison                                          | SEK | Liga                | Platz | Tore   | Punkte |
| ----------------------------------------------- | --- | ------------------- | ----- | ------ | ------ |
| 1947/48                                         | 4   | Kreisliga           |       |        |        |
| 1948/49                                         | 4   | Kreisliga           |       |        |        |
| 1949/50                                         | 3   | Bezirksklasse Nord  | 11    | 47:68  | 23:29  |
| 1950/51                                         | 3   | Bezirksklasse Nord  | 03    | 49:58  | 28:22  |
| 1951/52                                         | 3   | Bezirksklasse Nord  | 06    | 68:56  | 31:25  |
| 1952/53                                         | 3   | Bezirksklasse Nord  | 10    | 74:75  | 29:31  |
| 1953/54                                         | 3   | Bezirksklasse Nord  | 10    | 70:69  | 28:32  |
| 1954/55                                         | 3   | 2. Amateurliga Nord | 06    | 101:89 | 35:31  |
| 1955/56                                         | 3   | 2. Amateurliga Nord | 03    | 123:70 | 42:20  |
| 1956/57                                         | 3   | 2. Amateurliga Nord | 05    | 76:60  | 37:23  |
| 1957/58                                         | 3   | 2. Amateurliga Nord | 08    | 69:68  | 31:29  |
| 1958/59                                         | 3   | 2. Amateurliga Nord | 01    | 101:39 | 51:09  |
| 1959/60                                         | 2   | Amateurliga         | 14    | 36:72  | 17:43  |
| 1960/61                                         | 3   | 2. Amateurliga Nord | 01    | 118:38 | 52:12  |
| 1961/62                                         | 3   | 2. Amateurliga Nord | 01    | 122:34 | 55:05  |
| 1962/63                                         | 2   | Amateurliga         | 15    | 43:66  | 20:40  |
| 1963/64                                         | 3   | Amateurliga         | 15    | 30:74  | 15:45  |
| 1964/65                                         | 4   | 2. Amateurliga Nord | 03    | 82:38  | 44:16  |
| 1965/66                                         | 4   | 2. Amateurliga Nord | 01    | 42:18  | 15:45  |
| 1966/67                                         | 4   | 2. Amateurliga Nord | 07    | 48:52  | 29:31  |
| 1967/68                                         | 4   | 2. Amateurliga Nord | 09    | 59:56  | 29:31  |
| 1968/69                                         | 4   | Bezirksliga Nord    | 11    | 52:57  | 26:34  |
| 1969/70                                         | 4   | Bezirksliga Nord    | 05    | 65:55  | 33:27  |
| 1970/71                                         | 4   | Bezirksliga Nord    | 06    | 67:66  | 35:25  |
| 1971/72                                         | 4   | Bezirksliga Nord    | 14    | 55:61  | 23:37  |
| 1972/73                                         | 4   | Bezirksliga Nord    | 08    | 45:49  | 28:32  |
| 1973/74                                         | 4   | Bezirksliga Nord    | 06    | 56:48  | 38:22  |
| 1974/75                                         | 5   | Bezirksliga Nord    | 03    | 82:60  | 37:23  |
| 1975/76                                         | 5   | Bezirksliga Nord    | 07    | 93:60  | 30:30  |
| 1976/77                                         | 5   | Bezirksliga Nord    | 03    | 54:38  | 37:23  |
| 1977/78                                         | 5   | Bezirksliga Nord    | 03    | 76:52  | 38:22  |
| 1978/79                                         | 6   | Bezirksliga Nord    | 03    | 71:37  | 41:19  |
| 1979/80                                         | 6   | Bezirksliga Nord    | 03    | 78:45  | 46:14  |
| 1980/81                                         | 6   | Bezirksliga Nord    | 04    | 63:61  | 33:27  |
| 1981/82                                         | 6   | Bezirksliga Nord    | 06    | 68:59  | 32:28  |
| 1982/83                                         | 6   | Bezirksliga Nord    | 03    | 67:43  | 40:24  |
| 1983/84                                         | 6   | Bezirksliga Nord    | 04    | 58:40  | 39:21  |
| 1984/85                                         | 6   | Bezirksliga Nord    | 07    | 48:42  | 30:30  |
| 1985/86                                         | 6   | Bezirksliga Nord    | 04    | 67:42  | 38:22  |
| 1986/87                                         | 6   | Bezirksliga Nord    | 08    | 64:30  | 41:19  |
| 1987/88                                         | 6   | Bezirksliga Nord    | 02    | 51:52  | 31:29  |
| 1988/89                                         | 6   | Bezirksliga Nord    | 06    | 56:36  | 34:26  |
| 1989/90                                         | 6   | Bezirksliga Nord    | 03    | 52:31  | 37:23  |
| 1990/91                                         | 6   | Bezirksliga Nord    | 02    | 48:33  | 36:24  |
| 1991/92                                         | 7   | Bezirksliga Nord    | 08    | 47:47  | 30:30  |
| 1992/93                                         | 7   | Bezirksliga Nord    | 09    | 45:50  | 29:31  |
| GRÜN unterlegt: Aufstieg ROT unterlegt: Abstieg |     |                     |       |        |        |

Wappen Frisia Husum

In den August des Jahres 1925 fällt die Gründung des Eisenbahn-Sportvereins Frisia Husum. Zuvor waren einige junge Männer aus dem Husumer Fußballverein von 1918 ausgetreten, um einen eigenen Fußballverein zu gründen, da sie sich benachteiligt gefühlt hatten. Unter Hauptinitiator Karl Carstens („Noske“), dem späteren 1. Vorsitzenden, wurde diese im Jägerzimmer des ehemaligen Schützenhofes (später Parkhotel Thordsen) beschlossen.

„Gestern abend fand im Schützenhof eine Versammlung statt zwecks Gründung eines neuen Fußballvereins. Nachdem der Arbeitsausschuss noch einmal das Einverständnis der Anwesenden zur Gründung feststellte, wurde die Taufe des neuen Vereins vollzogen. Als Namen desselben wählte man den gerade für die hiesige Gegend recht passenden Titel „Frisia“. Es wurden dann die Vorstandswahlen, Statutenberatung und -annahme usw. vorgenommen. Als Vereinslokal bestimmte die Versammlung den Schützenhof. Der Verein zählt bisher 52 Mitglieder. Neuaufnahmen bis zum 20. August sind vom Eintrittsgeld befreit. Die recht anregend und von bestem sportlichen Geist getragene Versammlung wurde erst gegen 12 ½ Uhr geschlossen.“

Entscheidende Männer für die Gründung und den Aufbau des Vereins waren Karl Carstens, Hannes Carstens, Ferdinand Mirau, Karl Mirau, Karl Sierks, Christian Sierks, Helmut Magnus, Karl Langholz, Artur Langholz, Helmut Pauls, Julius Christiansen, Boy Jacobsen, Harro Schwarz, Thomas Petersen, Jörn Rossen, Hermann Lorenzen, Hannes Christiansen, Herbert Hoffnauer und Willi Jürgensen.
Erste Spielfeld war die alte Spielstätte von Unitas, die „Freiheit“ (heute östlicher Teil des Schlossgartens), bis sich der Verein später in der Woldsenstraße (jetzt Altentagesstätte der AWO) einen eigenen Sportplatz baute. 1936 oder früher trat Frisia Husum dem Verband der Eisenbahnsportvereine bei, bevor die Gleichschaltung 1938 vorsah, dass in Husum nur ein Verein bestehen dürfe. Somit wurde Frisia Husum aufgelöst und die meisten Spieler schlossen sich Husum 18 an.
Nach dem Ende des Nationalsozialismus begann die „Zweite Ära“ von Frisia. Allerdings war dies nicht sofort möglich, denn Sport und Vereinsleben waren von den Besatzungsmächten verboten worden. Aber Karl Carstens als Gruppenführer schaffte es von der Militärregierung zu einem Freundschaftsspiel gegen eine Lettenauswahl zu bekommen, welches allerdings mit 1:7 verloren ging. Die Arbeitsdienstler und einige Männer aus dem Osten Deutschlands gründeten später zusammen mit einigen jungen Husumern einen neuen Verein. Sie tauften ihn auf den Namen Schwarz-Weiß Husum, schließlich waren noch schwarze Turnhosen und weiße Hemden aus dem Reichsarbeitsdienst vorhanden.
Nach und nach wurden immer mehr Männer aus der Kriegsgefangenschaft entlassen, unter ihnen auch alte Frisianer. Viele von ihnen aber besonders Reinhold Schacke ergriffen 1946 die Initiative und vereinigten die Schwarz-Weißen mit den Frisianern. Beide Parteien konnten sich schnell auf den Traditionsnamen Frisia Husum einigen. Schon bald konnte Schacke den Verein zu alter Größe mit eigenem Sportplatz am Marienhofweg und „Blau-Gelben Nacht“ führen.
Auf Schake als 1. Vorsitzenden folgte Albert Bremer. Unter seiner Leitung wurde der Verein wieder in den Verband der deutschen Eisenbahn-Sportvereine integriert und aus dem reinen Fußballverein wurde ein Sportverein mit fünf Abteilungen. Des Weiteren war er Initiator zum Bau des Friesenstadions, das noch heute Heimat des Nachfolgervereins Husumer SV ist. Nachfolger von Albert Bremer wurde Lothar Muschinski, der mit Hilfe von Fiete Nielsen den Bau des Sportlerheimes anregte.
Sportlich ging es ähnlich holprig wie beim Lokalrivalen weiter. 1949 gehörte man zu den Gründungsmitgliedern der Bezirksklasse (3. Liga) und 10 Jahre später konnte man 1959 den Aufstieg in die Landesliga bejubeln. Allerdings fehlten am Ende der Saison acht Punkte auf den rettenden 13. Platz. Besonders demütigend waren die 2:6-Heimpleite gegen Nachbar Heide und ein 0:6 gegen Friedrichsort. Trotz der schwachen Liga Saison konnte die 1. Mannschaft den Landespokal gewinnen. 1962 schaffte Frisia es das zweite Mal ins schleswig-holsteinische Oberhaus. Die Klasse konnte diesmal sogar gehalten werden, allerdings nur, weil in der Saison 1962/63 der 14. Platz das rettende Ufer darstellte, weil dem SV Friedrichsort die Qualifikation zur Regionalliga gelang. Dies war aber nur eine Verzögerung des Abstiegs, der ein Jahr später folgte. Vier Jahre später wurde sogar die Spielberechtigung zur neuen Verbandsliga verfehlt. Der Rivale Husum 18 wurde erste Fußballmacht in der Stadt und widmete sich fortan dem Leistungsfußball. Frisia Husum engagierte sich erfolgreich in der Nachwuchspflege, denn sowohl die A-Jugend, als auch die B-Jugend spielten während der 70er und 80er Jahre in den höchsten schleswig-holsteinischen Landesklassen. Das war den 18ern in dieser Form bekanntermaßen nicht vergönnt. Im Jugendbereich spielte Husum 18 weiterhin nur die 2. Geige. Dennoch profitierte deren Ligaabteilung immerhin von der ertragreichen Jugendarbeit der Frisianer.
Eine letzte Niederlage vor der Fusion 1994 musste Frisia noch hinnehmen, als ihr mit einer überdachten Tribüne versehenes Frisia-Stadion Spielstätte der HSV wurde, sondern der „unüberdachte“ 18er Platz.

## Husumer SV
| Saison                                          | SEK | Liga             | Platz | Tore  | Punkte |
| ----------------------------------------------- | --- | ---------------- | ----- | ----- | ------ |
| 1993/94                                         | 7   | Bezirksliga Nord | 03    | 54:25 | 42     |
| 1994/95                                         | 6   | Landesliga Nord  | 05    | 57:40 | 34     |
| 1995/96                                         | 6   | Landesliga Nord  | 04    | 53:34 | 49     |
| 1996/97                                         | 6   | Landesliga Nord  | 01    | 60:24 | 67     |
| 1997/98                                         | 5   | Verbandsliga S-H | 09    | 44:52 | 39     |
| 1998/99                                         | 5   | Verbandsliga S-H | 12    | 44:46 | 34     |
| 1999/00                                         | 5   | Verbandsliga S-H | 06    | 54:36 | 47     |
| GRÜN unterlegt: Aufstieg ROT unterlegt: Abstieg |     |                  |       |       |        |

### 1994–2001
Am 25. Februar 1994 war es dann so weit: Die beiden Vereine Husums, die 70 Jahre Rivalen gewesen und im Streit auseinandergegangen waren, der Husumer Fußballverein von 1918 e. V. und der Husumer Eisenbahner Sportverein Frisia von 1925 e. V., vereinten sich zur Husumer Sportvereinigung und diese Fusion war von Erfolg gekrönt, denn schon im Fusionsjahr gelang der dritte Platz in der Bezirksliga und damit der Aufstieg in die damals zweithöchste Klasse Schleswig-Holsteins, die Landesliga Nord. In der nächsten Saison hatte man mit dem von vielen befürchteten Abstieg nichts zu tun und landete auf einem sicheren 5. Platz. Ein Jahr später hatte man sich mit dem 4. Platz endgültig etabliert. Trotzdem war von den meisten der 1996/97 unter Trainer Alfred Hußner mit 67 Punkten und einem Torverhältnis von 60:24 folgende Aufstieg in die höchste Klasse Schleswig-Holsteins, die Verbandsliga, nicht erwartet worden.
Die erste Verbandsliga-Saison wurde im gesicherten Mittelfeld beendet und mit dem neunten Platz konnte sogar ein einstelliger Tabellenplatz erreicht werden. Einziger Aufreger der Saison war der Trainer-Wechsel zur Mitte der Saison. Aufstiegstrainer Hußner wurde vom Heider SV abgeworben und neuer Trainer wurde der ehemalige Ligatorhüter Günther Hoff.
In der nächsten Saison kämpfte Verein dann gegen den Abstieg und konnte sich erst am letzten Spieltag trotz einer 0:4-Pleite beim SC Comet Kiel retten, denn 34 Punkte und 44:46 Tore reichten gerade noch zum Klassenerhalt, weil der TSV Lindewitt zu Hause über ein 1:1 gegen Flensburg 08 nicht hinaus kam. Mit dem neuen Trainer Hans-Peter Hansen schaffte man dann wieder einen Platz im oberen Tabellendrittel. Das Team landete auf Platz 6, zugleich die beste Platzierung in der Verbandsliga seit Aufstieg. Es hätte beinahe noch zu mehr gereicht, denn der Rückstand auf den viert platzierten Flensburg 08 betrug nur zwei Punkte.

### 2001–2004 Oberliga
| Saison                                          | SEK | Liga             | Platz | Tore  | Punkte |
| ----------------------------------------------- | --- | ---------------- | ----- | ----- | ------ |
| 2000/01                                         | 5   | Verbandsliga S-H | 01    | 71:23 | 62     |
| 2001/02                                         | 4   | Oberliga HH/SH   | 09    | 43:52 | 42     |
| 2002/03                                         | 4   | Oberliga HH/SH   | 10    | 41:47 | 45     |
| 2003/04                                         | 4   | Oberliga HH/SH   | 10    | 56:58 | 49     |
| GRÜN unterlegt: Aufstieg ROT unterlegt: Abstieg |     |                  |       |       |        |

#### Der Aufstieg
Der größte Triumph der Vereinsgeschichte ereignete sich in der Saison 2000/01, genauer am 12. Mai 2001 um 16:45. Die 704 Zuschauer hatten ein 1:1 gegen den Oldenburger SV gesehen. Dieser eine Punkt machte die Husumer Sportvereinigung zum Verbandsligameister Schleswig-Holsteins in der Saison 2000/2001 und dem ersten Oberliga-Vertreter Nordfrieslands überhaupt. Das „goldene Tor“ für die Husumer hatte in der 34. Minute Malte Köster erzielt.

„Kompliment an meine Mannschaft. Sie hat mir und uns allen viel Freude bereitet und ist auch verdientermaßen Verbandsliga-Meister geworden. Hoch anzurechnen ist, dass sie auch mit dem Druck des Favoriten in den letzten Monaten fertig
geworden ist. Jetzt freuen wir uns auf die Oberliga und wollen dort versuchen, unsere Region würdig zu vertreten, denn hier wird ja nun zum ersten Mal in der Geschichte Oberliga-Fußball zu sehensein.“

#### Saison 2001/2002
Wie von Presse und vielen Experten erwartet, startete die Husumer SV mit einer Niederlagenserie in ihre erste Oberliga-Saison. Die ersten vier Spiele gegen den VfR Neumünster (2:3), Concordia Hamburg (0:3), Vorwärts-Wacker Billstedt (2:4) und Bergedorf 85 (0:3) gingen allesamt verloren. Nun fing sich die Truppe von Trainer Hans-Peter Hansen aber und holte am 5. Spieltag ihren ersten Oberliga-Dreier. Am 13. Spieltag hatte man sogar schon den 13. Platz erreicht und am Ende ihrer ersten Oberliga-Saison stand die HSV mit 11 Siegen, 9 Unentschieden und 14 Niederlagen bei einem Torverhältnis von 43:52 auf einen sensationellen und wohl von den wenigsten erwarteten 8. Platz. Des Weiteren erwies sich die Saison für Husumer Verhältnisse als Zuschauermagnet, denn im Schnitt kamen 495 Zuschauer zu den Heimspielen ins Friesenstadion.

#### Saison 2002/2003
In die zweite Oberliga-Saison startete die Mannschaft noch schlechter, als in die erste, denn sie brauche bis zum siebten Spieltag um den ersten Sieg zu erringen (1:0 gegen Altona 93). Aber auch dieser erste Sieg schien, wie schon in der Saison zuvor, der Startpunkt für eine gute Saison zu werden. Zwar musste man gegen Bergedorf 85 und im Rückspiel bei Altona 93 jeweils fünf Treffer hinnehmen, konnte aber doch den Meiendorfer SV mit 6:1 abfertigen und am 33. Spieltag sogar den Meister, die Amateure des FC St. Pauli, mit 3:1 nach Hause schicken. So landete man am Ende der Saison mit 45 Punkten und 41:47 Toren auf dem gesicherten zehnten Rang.

#### Saison 2003/2004
Die Voraussetzungen für die Saison 2003/04 waren andere, denn nach dem Beschluss des Norddeutschen Fußballverbandes, die bisherige Oberliga Hamburg/Schleswig-Holstein ab der Spielzeit 2004/2005 abzuschaffen und durch eine eingleisige Oberliga Nord zu ersetzen, sodass nun mindestens der achte Platz zum Klassenerhalt erreicht werden musste. Bis zum 12. Spieltag stand man auf einem soliden 6. Platz, doch im November 2003 begann eine schwarze Serie mit fünf Niederlagen in fünf Spielen. Dies bedeutete Platz 14 und die Schelte der Presse. Doch dann fing sich die Mannschaft und hätte am vorletzten Spieltag zu Hause gegen den Vorletzten Wedeler TSV mit einem Sieg die Klassenerhalt sichern können. Doch die Mannschaft kam nur zu einem 2:2. Nun musste im letzten Spiel ein Punkt gegen Holstein Kiel II her. Allerdings verlor das Team mit 0:1, dies bedeutete den Abstieg in die Verbandsliga für die Husumer SV und den Meistertitel für Holstein Kiel II.

### 2004 bis heute
| Saison                                          | SEK | Liga                             | Platz   | Tore   | Punkte |
| ----------------------------------------------- | --- | -------------------------------- | ------- | ------ | ------ |
| 2004/05                                         | 5   | Verbandsliga S-H                 | 03      | 69:34  | 69     |
| 2005/06                                         | 5   | Verbandsliga S-H                 | 04      | 74:33  | 61     |
| 2006/07                                         | 5   | Verbandsliga S-H                 | 04      | 73:45  | 67     |
| 2007/08                                         | 5   | Verbandsliga S-H                 | 10      | 57:56  | 46     |
| 2008/09                                         | 5   | Schleswig-Holstein-Liga          | 16      | 44:76  | 26     |
| 2009/10                                         | 6   | Verbandsliga N-W                 | 04      | 84:38  | 68     |
| 2010/11                                         | 6   | Verbandsliga N-W                 | 01      | 103:45 | 78     |
| 2011/12                                         | 5   | Schleswig-Holstein-Liga          | 16      | 51:97  | 29     |
| 2012/13                                         | 6   | Verbandsliga N-W                 | 01      | 107:28 | 79     |
| 2013/14                                         | 5   | Schleswig-Holstein-Liga          | 15      | 51:76  | 33     |
| 2014/15                                         | 6   | Verbandsliga N-W                 | 05      | 56:44  | 54     |
| 2015/16                                         | 6   | Verbandsliga N-W                 | 03      | 94:37  | 74     |
| 2016/17                                         | 6   | Verbandsliga N-W                 | 02      | 91:30  | 80     |
| 2017/18                                         | 6   | Landesliga Schleswig             | 04      | 71:46  | 57     |
| 2018/19                                         | 6   | Landesliga Schleswig             | 01      | 102:25 | 74     |
| 2019/20                                         | 5   | Oberliga Schleswig-Holstein      | 12      | --     | --     |
| 2020/21                                         | 5   | Oberliga Schleswig-Holstein Nord | Rückzug | --     | --     |
| 2021/22                                         | 6   | Landesliga Schleswig             | 01      | 77:17  | 61     |
| 2022/23                                         | 5   | Oberliga Schleswig-Holstein      | 16      | 41:95  | 23     |
| 2023/24                                         | 6   | Landesliga Schleswig             | 15      | 52:96  | 23     |
| GRÜN unterlegt: Aufstieg ROT unterlegt: Abstieg |     |                                  |         |        |        |

Nach dem Abstieg in die Verbandsliga verließen gestandene Spieler wie Malte Köster, Oliver Zehe, Arne Hansen und Torben Carstensen den Verein. So stand der neuaufgestellten Mannschaft eine wechselhafte Saison bevor, die letztendlich auf dem dritten Platz mit nur einem Punkt Rückstand auf den Meister Itzehoer SV landete. Für die nächste Saison sollte Volker Schallhorn das schwere Erbe von Hans-Peter Hansen antreten. Nach leichten Anfangsschwierigkeiten landete man letztendlich auf dem vierten Platz.
Zur Saison 2006/07 folgte ein erneuter Trainerwechsel. Mit Guido Gehrke dem ehemaligen Spielertrainer vom TSV Kropp setzte noch einmal eine starke Verjüngung der Mannschaft ein, sodass der wohl jüngste Kader der Geschichte der Husumer SV in die Saison ging. Letztendlich errang die Mannschaft wieder den vierten Platz. In der Folgesaison reichte es dann nur noch für Platz 10. Es folgte mit Rolf Nielsen der vierte Trainer in 5 Jahren und der Abstieg in die Verbandsliga. Daraufhin folgte ein erneuter Trainerwechsel, sodass nun Christian Heider den Neustart mit der jungen Mannschaft in der Verbandsliga versuchte. Die Mannschaft errang einen ordentlichen 4. Platz.
In der Saison 2010/2011 gewann man vor TuRa Meldorf die Verbandsliga-Meisterschaft und stieg in die Schleswig-Holstein-Liga auf, aus der man sogleich als Tabellen 16. wieder abstieg. Zur Saison 2012/2013 folgte ein erneuter Umbruch: Mit neuem Trainer und ehemaligem Liga-Spieler, Malte Köster, neuen Spielern aus der eigenen A-Jugend und Neuzugängen aus der Region (aus der Vorsaison blieben lediglich 8 Spieler dem Verein erhalten), startete man in die Verbandsliga: Äußerst souverän gestaltete man diese Saison, gewann vorzeitig die Meisterschaft vor dem starken Aufsteiger TSV Nordmark Satrup und spielt 2013/2014 wieder in der höchsten Spielklasse des Landes. Zur Saison 2021/22 zog die Husumer SV sich freiwillig aus der Fußball-Oberliga zurück, verpflichtete den ehemaligen senegalesischen Nationalspieler Mamadou Sabaly als Trainer und spielte in der Landesliga (Staffel Schleswig). Nach dem sofortigen Wiederaufstieg in die Oberliga folgte direkt darauf der erneute Abstieg in die Landesliga und dann 2024 ein weiterer Abstieg in die Verbandsliga Nord. Dort gelang 2025 der Klassenerhalt über eine Relegationsrunde.

## Bekannte Spieler
- Pierre Becken
- Michael Frech
- Morten Jensen
- Hermann Mellage (1906–1973), zweifacher deutscher Meister mit dem FC Schalke 04

## Erfolge
- Unitas Husum
  - Meister des Schleswig-Holsteinischen Fußball-Verbandes der Westklasse: 1906
- Husum 18
  - Meister der Bezirksklasse Nord: 1952/53
  - Meister 2. Amateurliga Nord: 1954/55
  - Meister Bezirksliga Nord: 1971/72
- Frisia Husum
  - Meister 2. Amateurliga Nord: 1958/59, 1961/62, 1965/66
- Husumer SV
  - Meister Landesliga Nord: 1996/97
  - Meister Verbandsliga: 2000/01
  - Meister Verbandsliga Nord-West: 2010/11
  - Meister Verbandsliga Nord-West: 2012/13
  - Kreispokalsieger: 2000, 2001, 2003, 2004, 2006, 2011, 2017
  - Bezirkspokalsieger: 2003

## Friesenstadion
Am 28. Juni 1953 wurde das Friesenstadion, die heutige Spielstätte der Husumer SV, eingeweiht. Es wurde überwiegend in Zusammenarbeit von den beiden Husumer Jugendaufbauwerken erstellt. Etwa 4000 Zuschauer, nicht nur aus der Stadt und aus dem Kreis, sondern auch aus dem ganzen Landesteil Schleswig, kamen zur Eröffnungsfeier und verfolgten den feierlichen Akt der Eröffnung des Bürgermeisters Dr. Fiedler. Weitere Reden wurden von Bürgervorsteher Wilhelm Laubach und Oberregierungsrat Dr. Behr gehalten. Vertreter der Landesregierung, des Landessportverbandes und des Fußballverbandes überreichten den beteiligten Vereinen Frisia Husum und Husum 18 Bälle zum Geschenk. Das Stadion war geteilt, links hatten die 18er ihren Platz, rechts Frisia. Zur Eröffnung wurden zwei Spiele ausgetragen. Im ersten schlug Husum 18 Frisia Husum mit 1:0. Im Hauptspiel trafen die beiden Oberligisten Eimsbütteler TV und Holstein Kiel aufeinander und trennten sich 5:1 (3:0).
Bis zum endgültigen Ausbau des Friesenstadions dauerte es jedoch noch zwei Jahre. In dieser Zeit lag die Anlage auf Grund von fehlenden finanziellen Mitteln der Stadt für Umzäunung und Umkleideräume brach. Am 14. August 1955 wurde das fertiggestellte Stadion mit dem Punktspiel der Ortsrivalen Frisia Husum und Husum 18, welches Frisia mit 6:4 gewann, endgültig eingeweiht.